# C3H4O5
化学式C3H4O5（摩尔质量：120.06 g/mol）可能指：
- 丙醇二酸，CAS号：80-69-3
- 甘油二醚，Pubchem CID：57143939
- 焦碳酸单甲酯，Pubchem CID：22182620

|  | 这个同类索引页列出了具有相同分子式的化学物（即同分異構體）条目。 除非您是有意链接至本页，否则应将相应条目的内部链接指向正确的条目。 |